# Polterabend

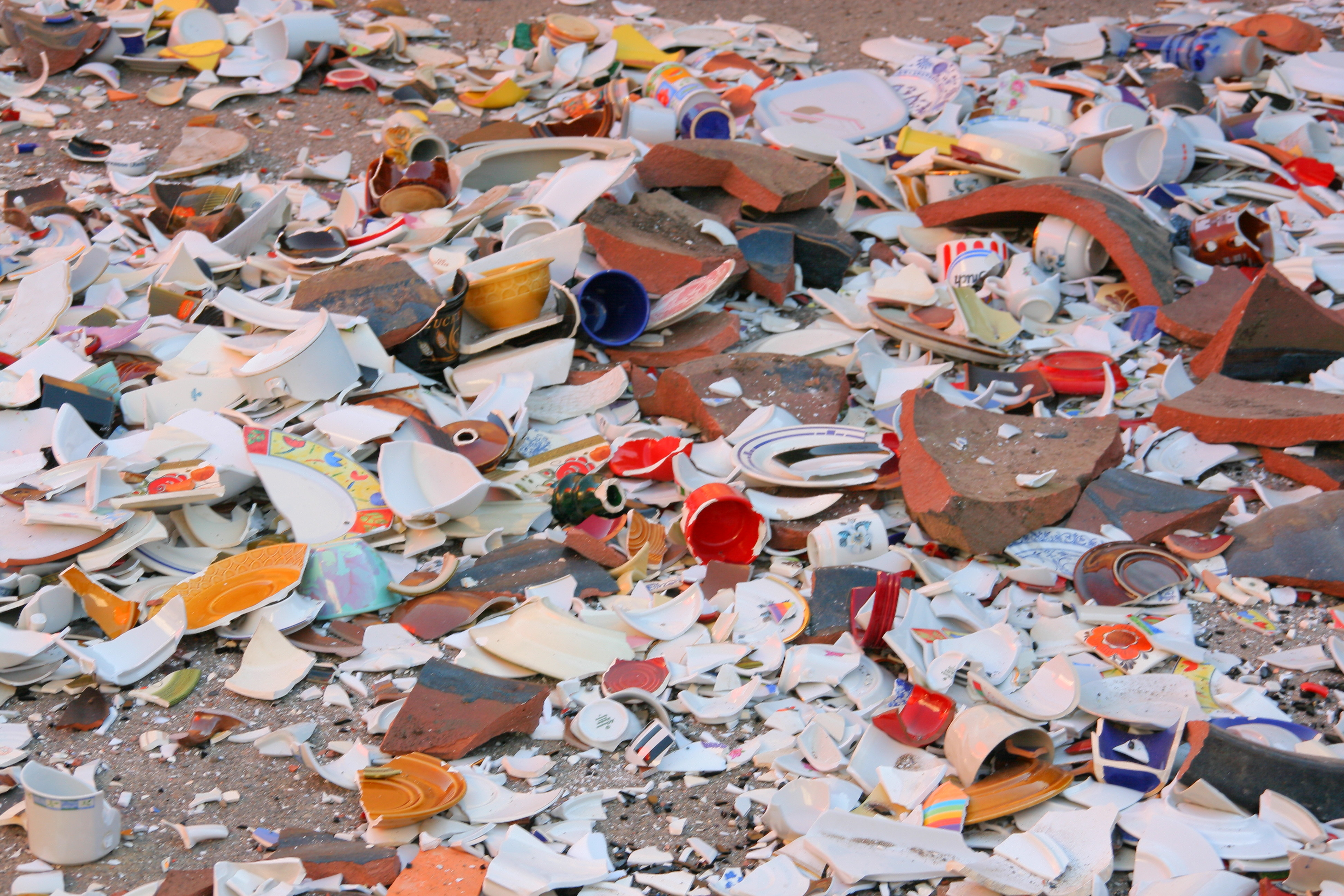
Traces d'un polterabend.

Polterabend est une tradition de mariage allemande dans laquelle, la nuit avant le mariage, les invités brisent de la porcelaine pour porter chance aux mariés.